# Bischöfliches Försterhaus (Hambach)
Das ehemalige bischöfliche Forsthaus ist ein denkmalgeschütztes Bauwerk in Neustadt an der Weinstraße.

## Lage
Das Gebäude liegt im Süden des Stadtteils Hambach an der Weinstraße in der örtlichen Andergasse 50; dieser Bereich wird oft als Unterhambach bezeichnet.

## Architektur
Beim Gebäude handelt es sich um eine Hofanlage, die im Kern aus dem späten 16. Jahrhundert stammt. Die ursprüngliche Raumverteilung ist typisch für Gebäude innerhalb des  Haardtrandes. Stilistisch ist es der Renaissance zuzuordnen. Zur Ausstattung gehören ein Krüppelwalmdach und ein vorspringender, halbrunder Treppenturm. Die Küche und die Diele befinden sich zwischen Zimmer und Stall. Das  Hoftor wird mit dem Jahr 1585 bezeichnet und enthält als Scheitelstein zwei Wappen; das linke zeigt Mondsicheln mit Gesicht und verweist auf die Herren von Saulheim. Das Weinkellerportal wird mit 1619 bezeichnet.

## Geschichte
Das Haus diente in seiner Anfangszeit vorübergehend als Adelssitz der Hund von Saulheim. Später fungierte es als Forsthaus des Hochstift Speyer, zu dem Hambach seinerzeit gehörte. Im Laufe der 2000er Jahre wurde am Bauwerk – wie bei vielen anderen innerhalb von Hambach – eine Infotafel mit der Überschrift Alter Adelssitz angebracht, die einen geschichtlichen Abriss über das Gebäude enthält.